# Fernando da Piedade Dias dos Santos
Fernando da Piedade Dias dos Santos (Luanda, 5 de març de 1950), conegut com a Nandó, és un polític d'Angola que va ser vicepresident d'Angola de febrer de 2010 a setembre de 2012. Va ser primer ministre d'Angola de 2002 a 2008 i President de la Assemblea Nacional d'Angola de 2008 a 2010. Ha exercit novament com a President de l'Assemblea Nacional des de 2012.

## Antecedents
Piedade és cosí del President José Eduardo dos Santos. Els seus pares emigraren a Angola des de São Tomé i Príncipe. En 2009 es va llicenciar en dret a la Universitat Agostinho Neto a Angola.
En 1971, Piedade es va a unir al Moviment Popular per a l'Alliberament d'Angola (MPLA). Després de la independència d'Angola el 1975 va començar una carrera al Cos Popular de Policia d'Angola, del que en fou cap de divisió en 1978. En 1981 es va traslladar al Ministeri de l'Interior, del que en fou viceministre el 1984. L'any següent va ser escollit membre del congrés del MPLA-Partit dels Treballadors i va rebre el rang de coronel de l'exèrcit d'Angola. Més tard es va convertir en membre de l'Assemblea Popular, començant una successió de nomenaments en càrrecs ministerials del govern.
Després d'haver servit com a ministre de l'Interior des de 1999, Piedade va ser designat primer ministre el novembre de 2002 i va assumir el càrrec el 6 de desembre de 2002. Durant tres anys el càrrec de primer ministre havia estat vacant.
Piadade fou el 14è candidat de la llista nacional del MPLA a les eleccions legislatives d'Angola de 2008. A les eleccions el MPLA va obtenir una majoria aclaparadora i Piedade va obtenir un escó a l'Assemblea Nacional.
Després de les eleccions de 2008, el Buró Polític del MPLA va escollir Piedade per esdevenir el president de l'Assemblea Nacional el 26 de setembre de 2008. També van escollir Paulo Kassoma per reemplaçar Piedade com a primer ministre. El 30 de setembre els nous membres de l'Assemblea Nacional es van reunir i van jurar el càrrec. Piedade va ser escollit President de l'Assemblea Nacional amb 211 vots a favor i tres en contra.
El 21 de gener de 2010 l'Assemblea Nacional va aprovar una nova constitució que augmentaria els poders del president, eliminaria el càrrec de primer ministre, i eliminaria les eleccions populars per al càrrec de president. Piedade va descriure l'adopció de la constitució de l'Assemblea Nacional com un "moment històric". Llavors el president dos Santos va designar Piedade nou vicepresident d'Angola el 3 de febrer de 2010. Després d'haver servit durant molt de temps com a soci proper i potent de dos Santos, el seu nomenament com a vicepresident va fer que semblés que fos considerat com a eventual successor de dos Santos. No obstant això, dos Santos ja havia estat designat com a candidat del MPLA com apresident el 2012, el que suggereix que no tenia cap intenció de retirar-se.
Es creu que en 2012 Manuel Vicente, que havia dirigit l'empresa petroliera estatal Sonangol, fou elegit pel president com a probable successor. Vicente fou designat com a segon candidat de la llista de candidats parlamentaris del MPLA, fent que el seu partit el nomenés vicepresident. Després de la victòria del MLPA les eleccions legislatives d'Angola de 2012, Vicente va ocupar el càrrec de vicepresident el 26 de setembre de 2012, succeeïnt Piedade. Un dia més tard el 27 de setembre de 2012, Piedade fou nomenat president de l'Assemblea Nacional.